# Canton de Coutances
Le canton de Coutances est une circonscription électorale française, située dans le département de la Manche et la région Normandie.
À la suite du redécoupage cantonal de 2014, les limites territoriales du canton sont remaniées. Le nombre de communes du canton passe de 7 à 19.

## Histoire
Par décret du 25 février 2014, le nombre de cantons du département est divisé par deux, avec mise en application aux élections départementales de mars 2015. Le canton de Coutances est conservé et s'agrandit. Il passe de 7 à 19 communes.

## Représentation

### Conseillers d'arrondissement (de 1833 à 1940)
| Période                                  | Période      | Identité                                   | Étiquette          | Qualité |
| ---------------------------------------- | ------------ | ------------------------------------------ | ------------------ | --- |
| 1833                                     | 1847         | Jean Baptiste Quesnel-Canveaux (1778-1869) |                    | Colonel de la Garde nationale, propriétaire à Coutances, élu également dans le canton de Gavray             |
|                                          |              |                                            |                    | |
|                                          | 1890 (décès) | Auguste-François Tanqueray                 |                    | Docteur-médecin, conseiller municipal de Saussey                                                            |
|                                          |              |                                            |                    | |
| 1913                                     | 1931         | Pierre Dudouyt                             | Union républicaine | Médecin, conseiller municipal de Coutances, député (1904-1910), sénateur (1920-1936)                        |
| 1931                                     | 1940         | Étienne Fauvel                             | URD-PSF            | Médecin à Coutances                                                                                         |
| 1940                                     |              |                                            |                    | Les conseils d'arrondissement ont été suspendus par la loi du 12 octobre 1940 et n'ont jamais été réactivés |
| Les données manquantes sont à compléter. |              |                                            |                    | |

### Conseillers généraux de 1833 à 2015
| Période | Période      | Identité                                                   | Étiquette                 | Qualité |
| ------- | ------------ | ---------------------------------------------------------- | ------------------------- | --- |
| 1833    | 1847 (décès) | Jacques Lepesant                                           |                           | Capitaine de cavalerie, maire de Coutances (1816-1840)                                                                            |
| 1847    | 1852         | Jean-Baptiste Quesnel-Canveaux                             |                           | Ancien capitaine des grenadiers, commandant de la Garde nationale, conseiller municipal de Coutances, conseiller d'arrondissement |
| 1852    | 1868 (décès) | Charles Brohyer de Littinère                               | Majorité dynastique       | Avocat, juge de paix, maire de Coutances (1850-1868), député (1852-1868)                                                          |
| 1869    | 1880         | Albert Lepesant (fils de J.Lepesant)                       | Droite monarchiste        | Propriétaire |
| 1880    | 1892         | Achille Boissel-Dombreval                                  | Républicain               | Notaire, maire de Coutances (1876-1892)                                                                                           |
| 1892    | 1904         | Charles François Chevalier                                 | Conservateur Bonapartiste | Avocat, adjoint au maire de Coutances, député (1885-1889)                                                                         |
| 1904    | 1934 (décès) | Émile Boissel-Dombreval (fils d'Achille Boissel-Dombreval) | AD-RG                     | Magistrat, député (1910-1936), maire de Coutances (1904-1919)                                                                     |
| 1934    | 1940         | Paul Maundrell                                             | FR                        | Avocat, maire de Coutances (1929-1941)                                                                                            |
|         |              |                                                            |                           | |
| 1945    | 1961         | Étienne Fauvel                                             | MRP                       | Médecin, député (1945-1961), conseiller municipal de Coutances, ancien conseiller d'arrondissement                                |
| 1961    | 1973         | Gaston Brision (1895-1978)                                 | MRP puis UDR              | Directeur d'imprimerie à Coutances                                                                                                |
| 1973    | 1985         | Maurice Quarante (1913-1997)                               | CNI                       | Vétérinaire, propriétaire à Saint-Symphorien-le-Valois                                                                            |
| 1985    | 2004         | Alain Cousin                                               | RPR puis UMP              | Agent général d'assurances, maire-adjoint de Coutances, vice-président du conseil général, député de 1988 à 2012                  |
| 2004    | 2015         | Claude Périer                                              | PS                        | Retraité, maire de Bricqueville-la-Blouette (2008-2020)                                                                           |

Le canton participe à l'élection du député de la troisième circonscription de la Manche, avant et après le redécoupage des circonscriptions pour 2012.

### Conseillers départementaux à partir de 2015
| Période élective | Période élective | Mandat | Mandat   | Identité               | Nuance | Nuance | Qualité |
| ---------------- | ---------------- | ------ | -------- | ---------------------- | ------ | ------ | --- |
| 2015             | 2021             | 2015   | 2021     | Jean-Dominique Bourdin |        | UDI    | Chirurgien-dentiste Maire de Coutances (depuis 2020)                                                                                                  |
| 2015             | 2021             | 2015   | 2021     | Anne Harel             |        | DVD    | Professeur des écoles Conseillère municipale de Coutances (depuis 2020) Vice-présidente du conseil départemental Ancienne adjointe au maire de Gratot |
| 2021             | 2028             | 2021   | en cours | Grégory Galbadon       |        | LREM   | Maire de Saint-Pierre-de-Coutances (2014 – 2017 / depuis 2020) Ancien député (2017 – 2018)                                                            |
| 2021             | 2028             | 2021   | en cours | Sonia Larbi            |        | DVC    | Policière municipale Maire de Lengronne (depuis 2020)                                                                                                 |

### Résultats détaillés

#### Élections de mars 2015
À l'issue du 1er tour des élections départementales de 2015, deux binômes sont en ballottage : Jean-Dominique Bourdin et Anne Harel (DVD, 40,99 %) et Maïté Aline et Grégory Galbadon (DVG, 23,86 %). Le taux de participation est de 51,21 % (6 893 votants sur 13 460 inscrits) contre 50,67 % au niveau départemental et 50,17 % au niveau national.
Au second tour, Jean-Dominique Bourdin et Anne Harel (DVD) sont élus avec 58,69 % des suffrages exprimés et un taux de participation de 48,57 % (3 463 voix pour 6 532 votants et 13 449 inscrits).

#### Élections de juin 2021
Le premier tour des élections départementales de 2021 est marqué par un très faible taux de participation (33,26 % au niveau national). Dans le canton de Coutances, ce taux de participation est de 37,36 % (4 946 votants sur 13 240 inscrits) contre 32,67 % au niveau départemental. À l'issue de ce premier tour, deux binômes sont en ballottage : Joël Doyère et Anne Harel (DVC, 29 %) et Grégory Galbadon et Sonia Larbi (DVC, 28,1 %).
Le second tour des élections est marqué une nouvelle fois par une abstention massive équivalente au premier tour. Les taux de participation sont de 34,36 % au niveau national, 32,63 % dans le département et 37,66 % dans le canton de Coutances. Grégory Galbadon et Sonia Larbi (DVC) sont élus avec 53,47 % des suffrages exprimés (2 341 voix pour 4 986 votants et 13 241 inscrits),,. 

## Composition

### Composition avant 2015

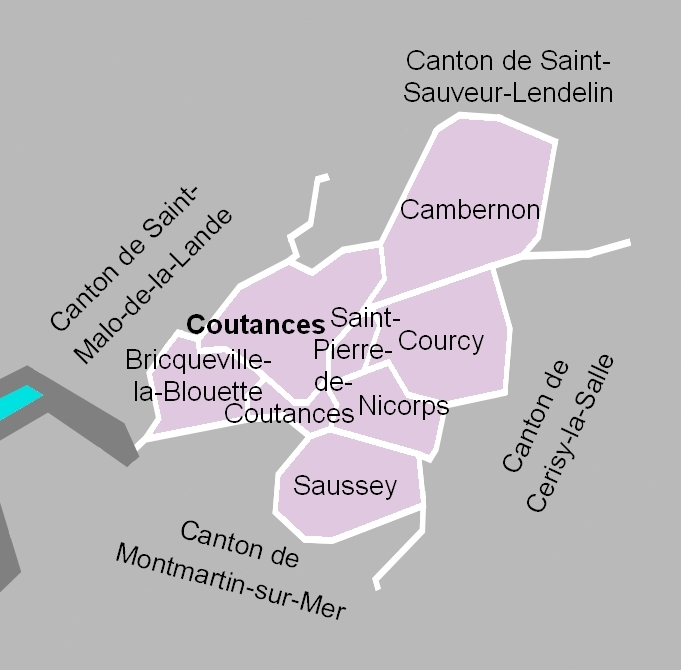
La carte des communes de l'ancien canton. Les cantons limitrophes étaient ceux de Saint-Malo-de-la-Lande, de Saint-Sauveur-Lendelin, de Cerisy-la-Salle et de Montmartin-sur-Mer.

Situation de l'ancien territoire du canton dans l'arrondissement de Coutances.

Le canton de Coutances regroupait sept communes.
| Nom                       | Code Insee | Codepostal | Superficie (km2) | Population (dernière pop. légale) | Densité (hab./km2) |
| ------------------------- | ---------- | ---------- | ---------------- | --------------------------------- | ------------------ |
| Coutances (chef-lieu)     | 50147      | 50200      | 12,51            | 9 114 (2012)                      | 729                |
| Bricqueville-la-Blouette  | 50084      | 50200      | 6,25             | 563 (2012)                        | 90                 |
| Cambernon                 | 50092      | 50200      | 17,01            | 730 (2012)                        | 43                 |
| Courcy                    | 50145      | 50200      | 11,45            | 603 (2012)                        | 53                 |
| Nicorps                   | 50376      | 50200      | 5,63             | 412 (2012)                        | 73                 |
| Saint-Pierre-de-Coutances | 50537      | 50200      | 4,04             | 418 (2012)                        | 103                |
| Saussey                   | 50568      | 50200      | 8,89             | 494 (2012)                        | 56                 |

À la suite du redécoupage des cantons pour 2015, toutes les communes sont à nouveau rattachées au canton de Coutances auquel s'ajoutent trois communes du canton de Montmartin-sur-Mer, sept communes du canton de Saint-Malo-de-la-Lande et deux communes du canton de Saint-Sauveur-Lendelin.

#### Ancienne commune
L'ancienne commune de Saint-Nicolas-de-Coutances, absorbée en 1965 par Coutances, était la seule commune supprimée, depuis la création des communes sous la Révolution, incluse dans le territoire du canton de Coutances antérieur à 2015.

### Composition après 2015
Le canton comptait dix-neuf communes à sa création.
À la suite de la création des communes nouvelles d'Orval sur Sienne, de Gouville-sur-Mer et de Saint-Sauveur-Villages, et au décret du 5 mars 2020 rattachant entièrement ces deux dernières au canton d'Agon-Coutainville, le nombre de communes entières passe de 19 à 16.
| Nom                               | Code Insee | Intercommunalité           | Superficie (km2) | Population (dernière pop. légale) | Densité (hab./km2) | Modifier                                    |
| --------------------------------- | ---------- | -------------------------- | ---------------- | --------------------------------- | ------------------ | ------------------------------------------- |
| Coutances (bureau centralisateur) | 50147      | CC Coutances Mer et Bocage | 12,51            | 8 372 (2022)                      | 669                | modifier les données · modifier les données |
| Brainville                        | 50072      | CC Coutances Mer et Bocage | 3,19             | 213 (2022)                        | 67                 | modifier les données · modifier les données |
| Bricqueville-la-Blouette          | 50084      | CC Coutances Mer et Bocage | 6,25             | 533 (2022)                        | 85                 | modifier les données · modifier les données |
| Cambernon                         | 50092      | CC Coutances Mer et Bocage | 17,01            | 693 (2022)                        | 41                 | modifier les données · modifier les données |
| Camprond                          | 50094      | CC Coutances Mer et Bocage | 6,27             | 386 (2022)                        | 62                 | modifier les données · modifier les données |
| Courcy                            | 50145      | CC Coutances Mer et Bocage | 11,45            | 623 (2022)                        | 54                 | modifier les données · modifier les données |
| Gratot                            | 50219      | CC Coutances Mer et Bocage | 10,73            | 674 (2022)                        | 63                 | modifier les données · modifier les données |
| Heugueville-sur-Sienne            | 50243      | CC Coutances Mer et Bocage | 5,88             | 462 (2022)                        | 79                 | modifier les données · modifier les données |
| Monthuchon                        | 50345      | CC Coutances Mer et Bocage | 7,66             | 702 (2022)                        | 92                 | modifier les données · modifier les données |
| Nicorps                           | 50376      | CC Coutances Mer et Bocage | 5,63             | 361 (2022)                        | 64                 | modifier les données · modifier les données |
| Orval sur Sienne                  | 50388      | CC Coutances Mer et Bocage | 19,04            | 1 222 (2022)                      | 64                 | modifier les données · modifier les données |
| Regnéville-sur-Mer                | 50429      | CC Coutances Mer et Bocage | 8,50             | 731 (2022)                        | 86                 | modifier les données · modifier les données |
| Saint-Pierre-de-Coutances         | 50537      | CC Coutances Mer et Bocage | 4,04             | 396 (2022)                        | 98                 | modifier les données · modifier les données |
| Saussey                           | 50568      | CC Coutances Mer et Bocage | 8,89             | 458 (2022)                        | 52                 | modifier les données · modifier les données |
| Tourville-sur-Sienne              | 50603      | CC Coutances Mer et Bocage | 7,50             | 772 (2022)                        | 103                | modifier les données · modifier les données |
| La Vendelée                       | 50624      | CC Coutances Mer et Bocage | 5,04             | 468 (2022)                        | 93                 | modifier les données · modifier les données |
| Canton de Coutances               | 5010       |                            | 139,59           | 17 066 (2022)                     | 122                | modifier les données                        |

## Démographie

### Démographie avant 2015
| 1962   | 1968   | 1975   | 1982   | 1990   | 1999   | 2006   | 2011   | 2012   |
| ------ | ------ | ------ | ------ | ------ | ------ | ------ | ------ | ------ |
| 11 132 | 11 387 | 12 270 | 12 555 | 12 603 | 12 429 | 12 570 | 12 502 | 12 334 |

### Démographie depuis 2015
En 2022, le canton comptait 17 066 habitants, en évolution de −4,62 % par rapport à 2016 (Manche : −0,31 %, France hors Mayotte : +2,11 %).
| 2013   | 2018   | 2022   |
| ------ | ------ | ------ |
| 18 329 | 17 629 | 17 066 |